# Agueda Johnston
Agueda Johnston foi uma educadora chamorro, conhecida como a "Mãe da Educação de Guam".